# Valeriusplein
Het Valeriusplein is een plein in Amsterdam-Zuid, tussen de Koninginneweg en de Lyceumbrug. Het is vernoemd naar de Nederlandse liedschrijver (en notaris) Adriaen Valerius.

## Ligging
Ten noorden van het plein ligt aan de andere kant van de Koninginneweg de Emmalaan en het Emmaplein. Aan de noordkant loopt de Valeriusstraat langs het plein. Aan de zuidoostkant van het plein ligt de De Lairessestraat, Ten zuidwesten van het plein ligt in het verlengde van deze straat de Cornelis Krusemanstraat.

## Gebouwen
Aan het plein liggen verscheidene bijzondere gebouwen:
- aan de zuidkant het Amsterdams Lyceum van 1920; het schoolgebouw en de dienstwoningen (Valeriusplein 13, "De Zonnewijzer", en 42-44) zijn rijksmonumenten; in de toerit daarnaartoe ligt de Gedenksteen Comenius
- het voormalige Physiologisch Laboratorium (Valeriusplein 11) van de Vrije Universiteit, op de hoek met de De Lairessestraat, van 1916, ook rijksmonument.

De Valeriuskliniek, een psychiatrische instelling, was vanaf 1910 het eerste en grootste gebouw aan het plein; dit gebouw werd echter in 2017 gesloopt (na de ingebruikneming van De Nieuwe Valerius aan de Amstelveenseweg bij het VUmc). Op de plek verrees gebouw Valerius.
Gerrit Jan Rutgers heeft een rol gespeeld in de vormgeving van verscheidene gebouwen rond het plein: Bij de aanbouw van de Valeriuskliniek (1919-1920) was hij opzichter, hij heeft (in 1923) de directiewoning(en) (Valeriusplein 42-44) (gebouwd in 1925) van het Amsterdams Lyceum ontworpen en daarna het appartementengebouw aan het Valeriusterras.
De Amsterdamse tramlijn 2 rijdt over de Koninginneweg en heeft een halte aan het Valeriusplein. Aan de zuidkant rijden verscheidene buslijnen van Connexxion over het plein. Van 1923 tot juli 2018 reed hier ook tram 16. Het Haarlemmermeerstation en het Olympiaplein liggen ook op loopafstand.

## Plantsoen

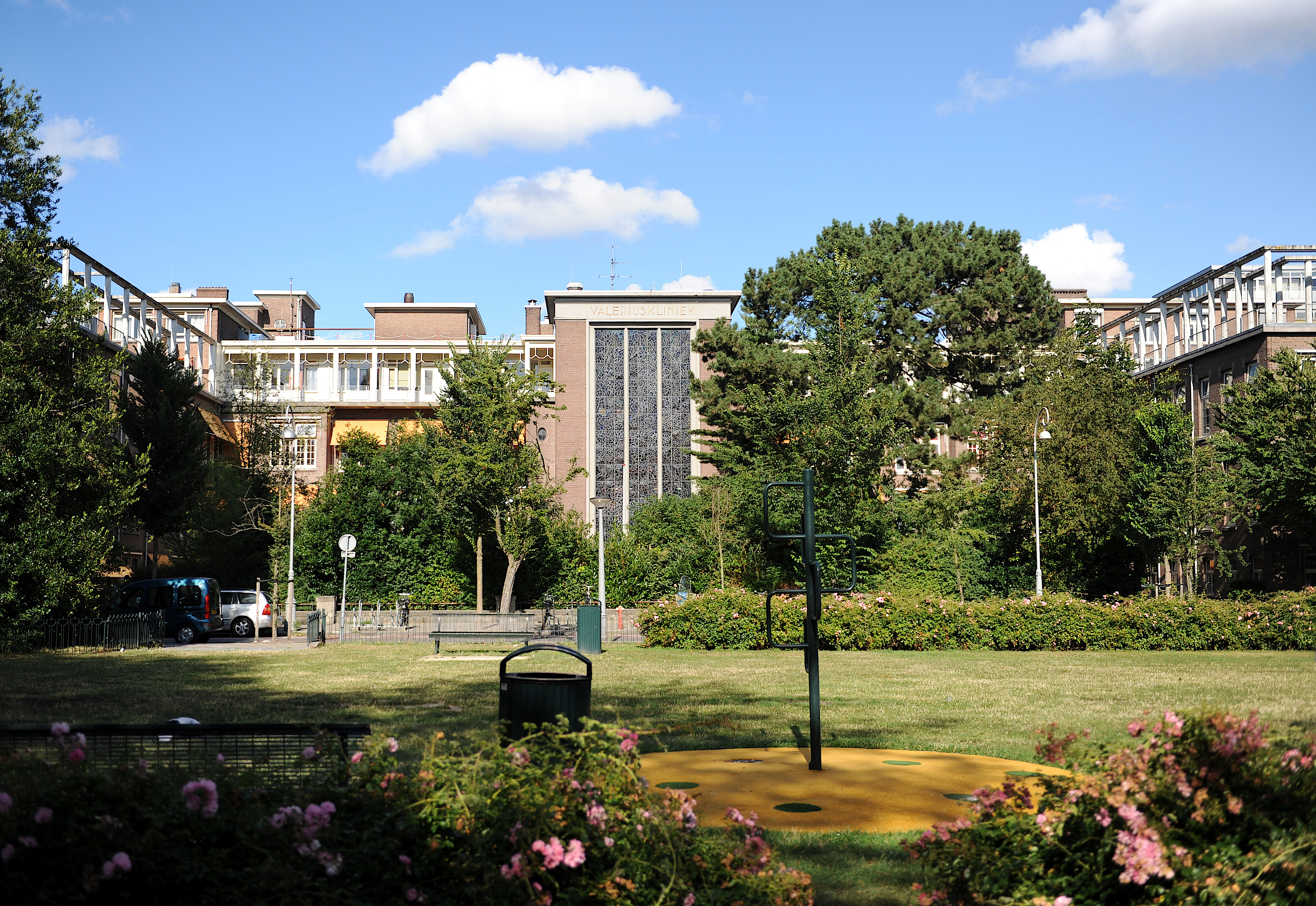
Het plantsoen, met zicht op de voormalige Valeriuskliniek

Op het middendeel van het plein ligt een langgerekt plantsoen. Aan de noordzijde van het plantsoen, bij de Valeriusstraat, bevinden zich twee verdiepte betonnen gebouwtjes, in de stijl van de Amsterdamse School, oorspronkelijk openbare toiletten, gebouwd in 1922 naar ontwerp van Jan de Meyer. Sinds 1996 zijn de toiletgebouwen, het hekwerk rond het plantsoen en een zitbank aan de zuidkant samen beschermd als één rijksmonument.
In 1960 werd midden in het plantsoen het betonnen beeldhouwwerk Verticale compositie van de beeldhouwer Henk Zweerus geplaatst, dat geïnspireerd is op de Belgische kunstenaar Georges Vantongerloo.

## Westhove
Ten zuidoosten van het plein ligt het appartementencomplex Westhove, ontworpen door de architect F.A. Warners, tussen de De Lairessestraat en de Jan van Goyenkade, gebouwd in de periode 1920-1923. Sinds 1996 is dit een rijksmonument. Het toegangsstraatje is formeel niet openbaar terrein en mede daardoor is Westhove ook niet een officiële straat(naam).

## Valeriusterras
Ten zuiden van het plein, bij het Amsterdams Lyceum, tussen de Cornelis Krusemanstraat en de Pieter Lastmankade, bevindt zich het Valeriusterras. Dit is een verhoogd gelegen "straatje" en is via trappen aan twee zijden toegankelijk: zowel vanaf Valeriusplein/Cornelis Krusemanstraat als vanaf de Pieter Lastmankade. In 1925 werd een door de architect G.J. Rutgers ontworpen appartementengebouw aan het terras opgeleverd. De stadsbeeldhouwer Hildo Krop ontwierp een beeld voor de hal en de trapleuningen. Dit was een van de eerste in beton uitgevoerde gebouwen. Rutgers heeft hier ook zelf een woning betrokken.

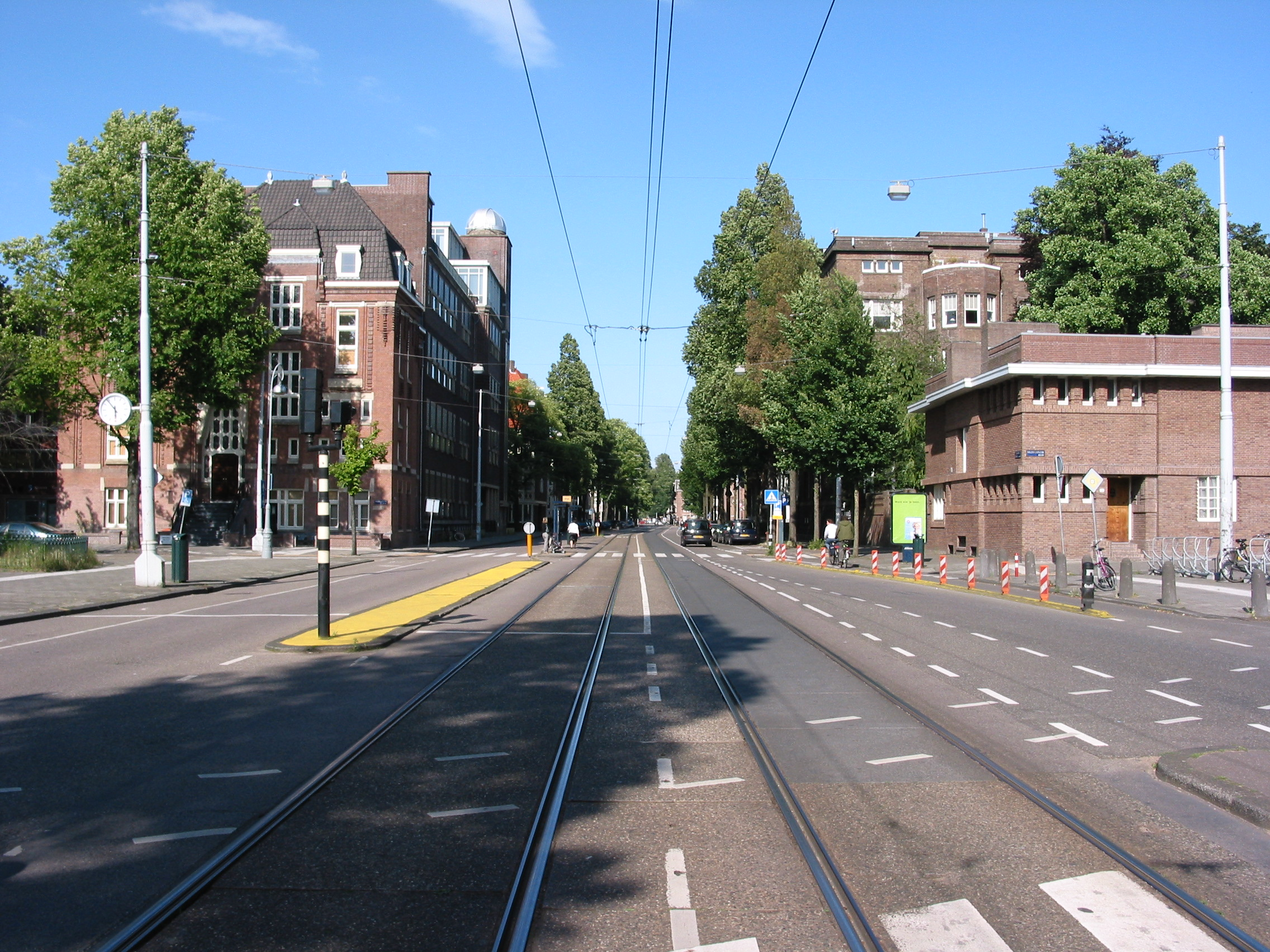
Zicht vanaf Valeriusplein in de lengterichting van De Lairessestraat; linksachter het Physiologisch Lab; rechts een dienstwoning, Valeriusplein 13, van het lyceum
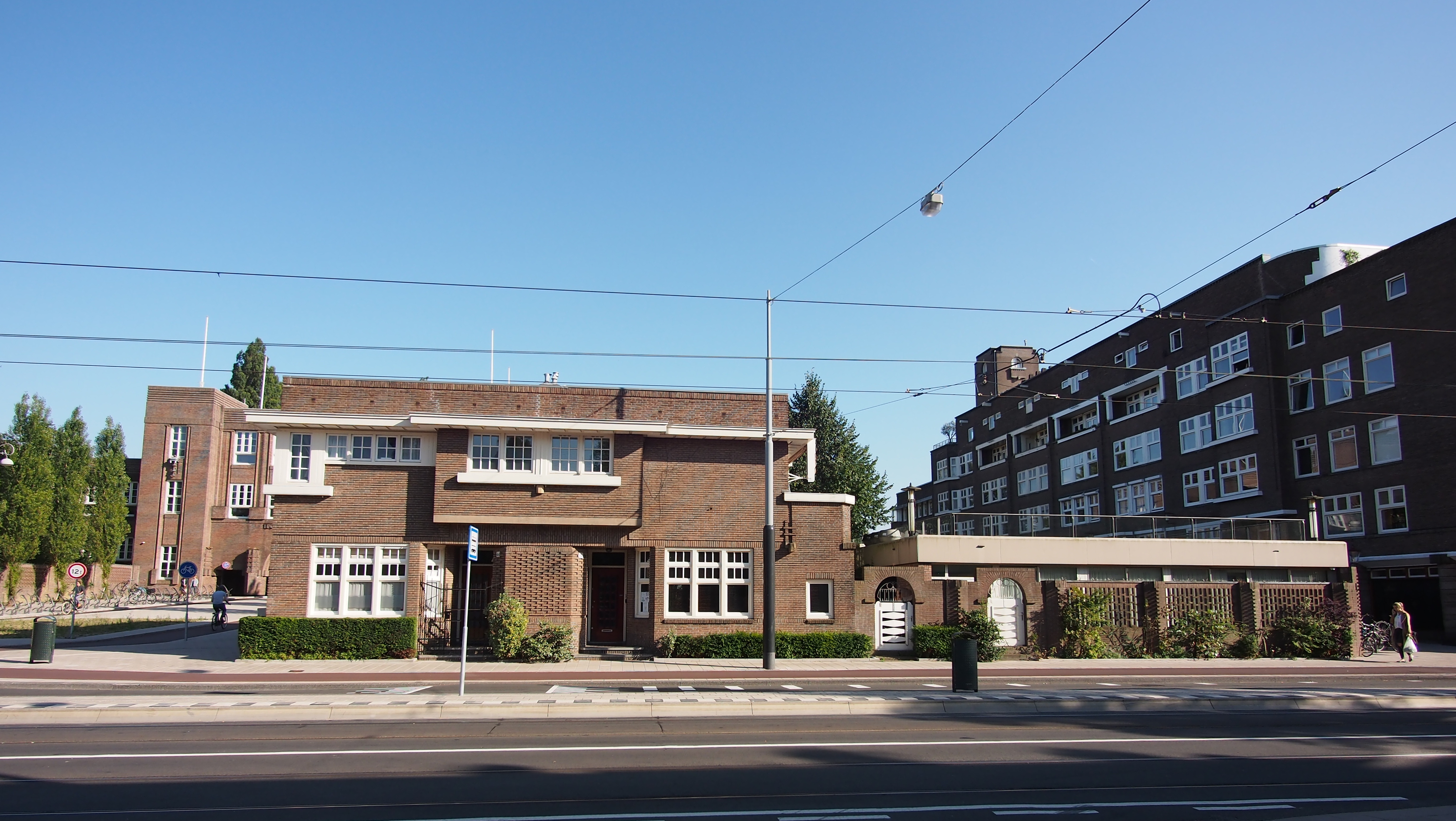
Valeriusplein 42-44, dienstwoningen bij het Amsterdams Lyceum; rechtsachter het Valeriusterras
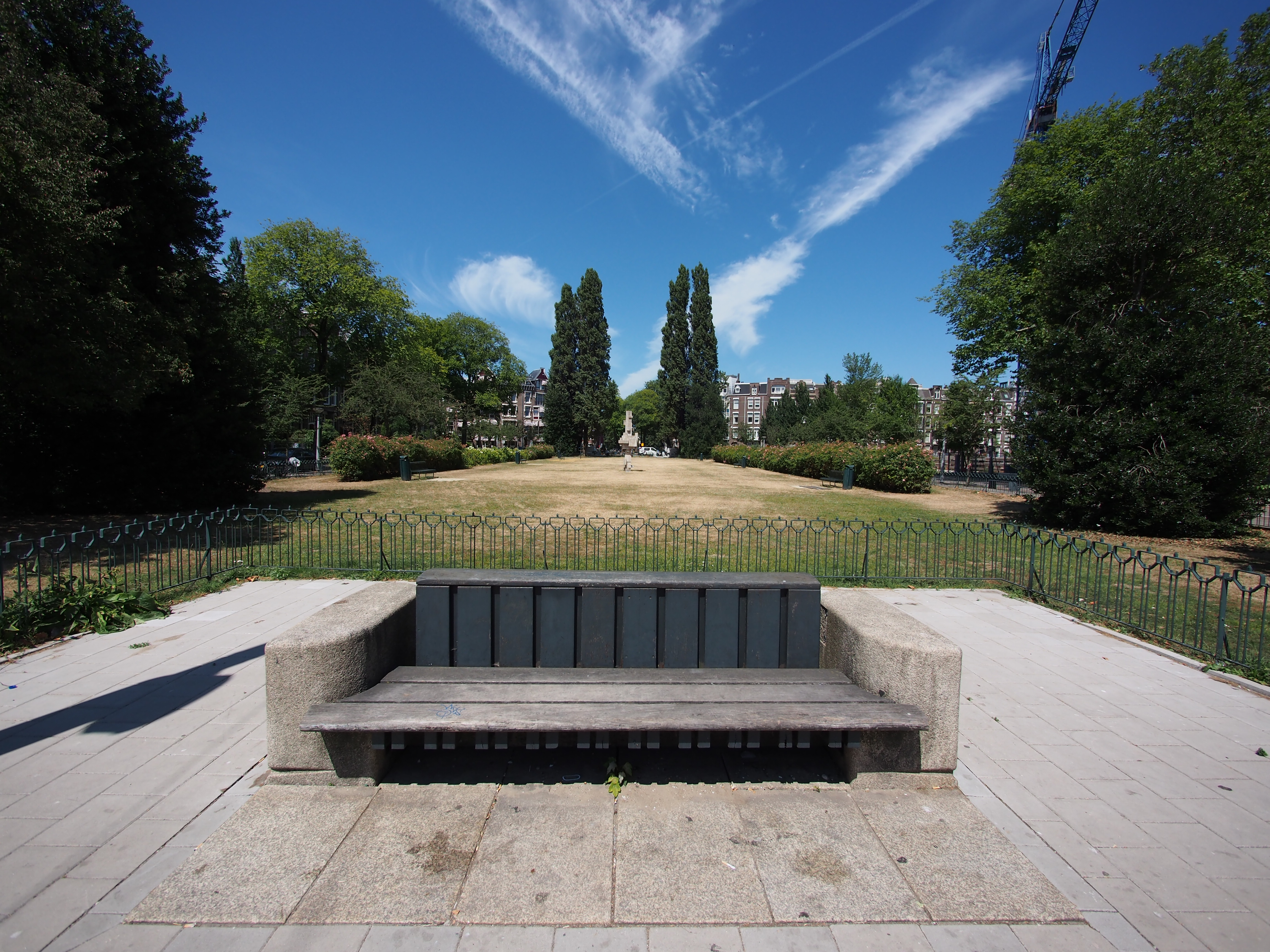
Zitbank
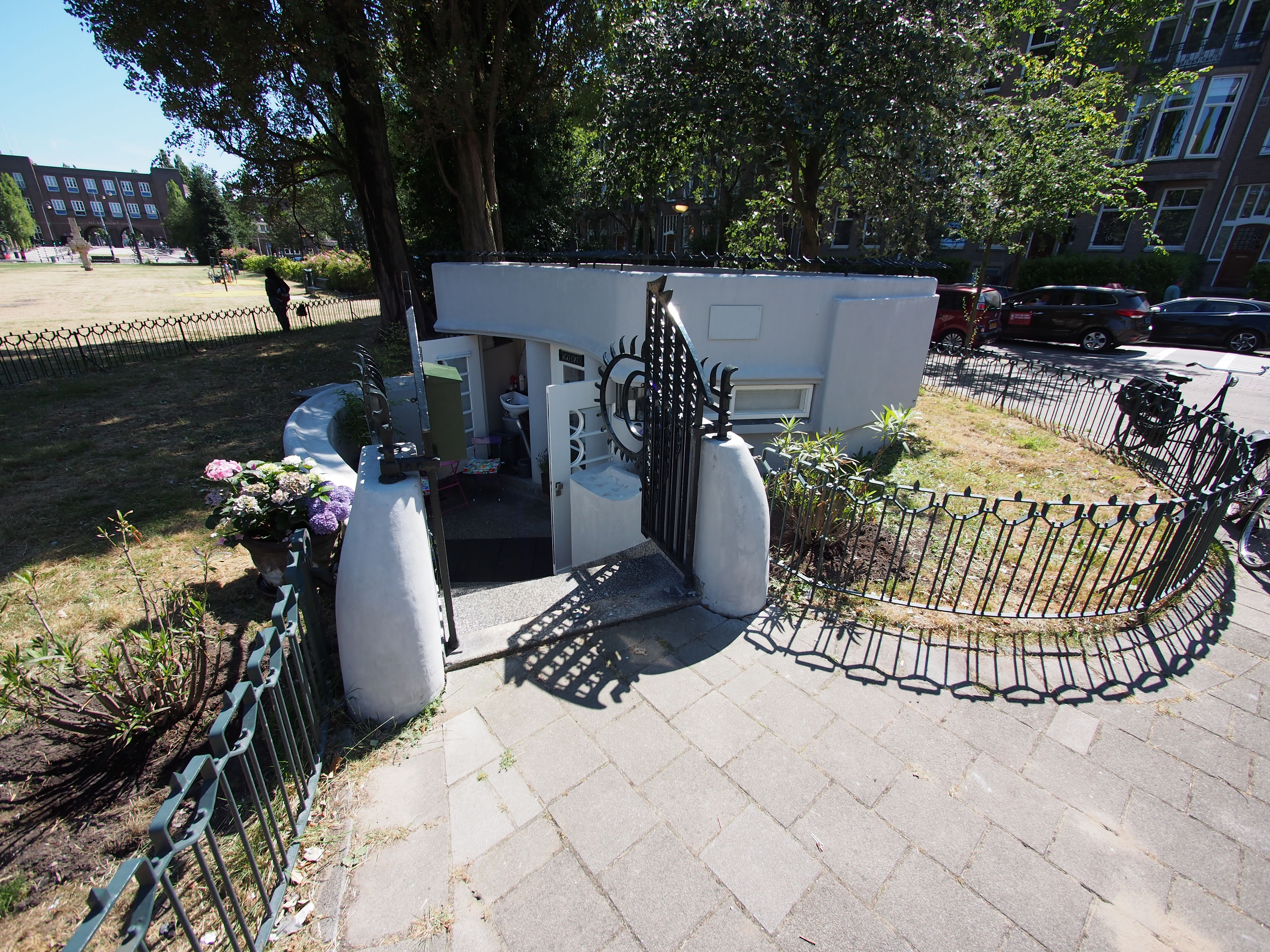
Toiletgebouw en hek
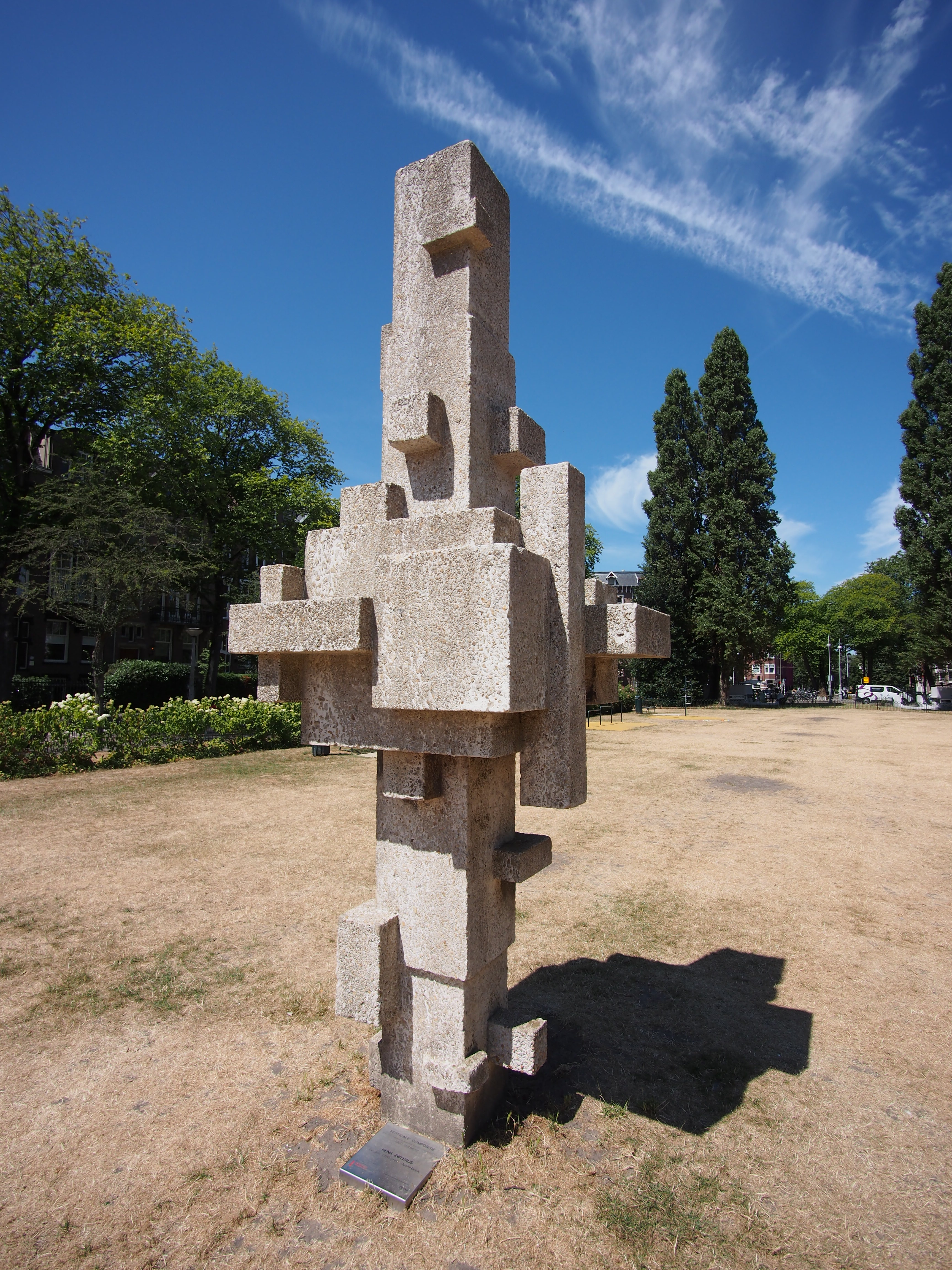
Beeld van Zweerus
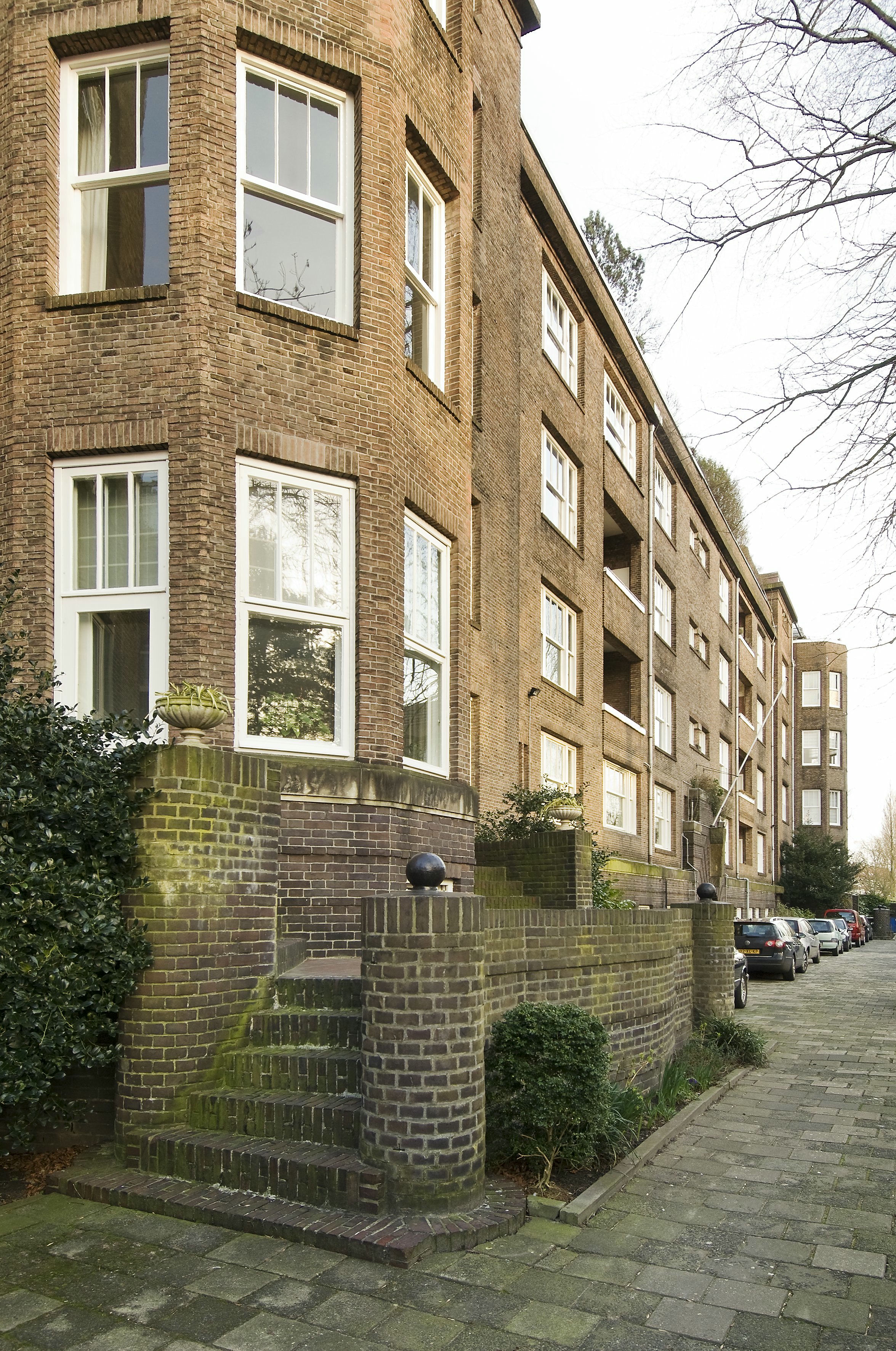
Westhove, gezien vanaf het Valeriusplein